# Lotte Haidegger
Charlotte Elisabeth „Lotte“ Haidegger (* 15. Juni 1925; † mutmaßlich 14. Februar 2004 in Puslinch, Ontario, Kanada) war eine österreichische Leichtathletin. Sie war 1948 und 1952 Olympiafünfte im Diskuswurf.

## Sportliche Laufbahn
Charlotte Haidegger vom Wiener AF war am 24. Mai 1947 die erste österreichische Diskuswerferin, die die Scheibe über 40 Meter weit warf. Ihr Landesrekord von 40,19 m wurde allerdings im gleichen Wettkampf von Frieda Tiltsch auf 40,95 m gesteigert. Bei den Studentenweltspielen 1947 gewann Haidegger mit 38,40 m und konnte diesen Titel 1949 und 1951 erfolgreich verteidigen. Nachdem Haidegger bei den Olympischen Spielen in London mit 38,81 m den fünften Platz belegt hatte, steigerte sie im August den Landesrekord auf 42,05 m. 1949 verbesserte Haidegger den österreichischen Rekord gleich vier Mal, verlor aber bei der Landesmeisterschaft Titel und Rekord an Ine Schäffer. Am 15. Juni 1950 steigerte Haidegger den Landesrekord auf 43,53 m. Im Finale der Europameisterschaften 1950 hätte diese Leistung zu Silber gereicht, mit 37,40 m belegte Haidegger in Brüssel den achten Platz. 1951 und 1952 gewann sie zweimal den österreichischen Meistertitel, ihre persönliche Bestleistung von 45,24 m warf sie am 17. Mai 1952 in Budapest, dieser Landesrekord hielt bis 1955. Bei den Olympischen Spielen 1952 in Helsinki belegte sie mit 43,49 m erneut den fünften Platz. 

## Privates
Lotte Haidegger war verheiratet mit dem Weitspringer Felix Würth. Nach dem Ausscheiden aus dem aktiven Wettkampfgeschehen zog das Ehepaar nach Kanada. Nach Recherchen aus dem Jahr 2021 soll Haidegger dort am 14. Februar 2004 in Puslinch, Ontario, gestorben sein, und Felix Würth am 25. Februar 2014 in Guelph.